# Олбани (Калифорния)
Вижте пояснителната страница за други значения на Олбани.
Олбани (на английски: Albany – Олбъни) е град в окръг Аламида в щата Калифорния, САЩ.
Намира се в Района на Санфранциския залив, има население от 16 444 жители (2000) и обща площ от 14,20 км² (5,50 мили²). Олбани граничи на юг с град Бъркли.
Олбани в Калифорния е наименуван на град Олбани в щата Ню Йорк, където е роден 1-вият кмет на града.